# Christ Uhren und Schmuck
Christ Uhren und Schmuck ist eine schweizerische Juwelierkette mit Sitz in Winterthur. Sie gehört seit 2006 zu 100 % zur Coop Genossenschaft.

## Geschichte
Christ Uhren und Schmuck wurde 1975 als eigenständige Aktiengesellschaft in der Schweiz gegründet. Die Firma war damals noch eine Auslandsabteilung der deutschen Juwelierkette Christ Juweliere und Uhrmacher seit 1863 GmbH. Im Jahr 2006 wurde Christ Uhren und Schmuck vom Schweizer Detailhandelskonzern Coop übernommen. Heute betreibt Christ Uhren und Schmuck in der Schweiz ein Filialnetz von 77 Filialen (Stand 2013) und beschäftigt damit über 450 Mitarbeiter. Damit ist Christ Uhren und Schmuck die grösste Juwelierkette in der Schweiz.
Die vom Frankfurter Gründer Wilhelm Alexander Christ abstammende Christ Juweliere und Uhrmacher seit 1863 GmbH gehörte zur deutschen Douglas Holding AG mit Sitz in Hagen, Deutschland, welche Christ Schweiz 2004 an die Investorgruppe AX4 Holding verkauft hatte.